# El pez que fuma
El pez que fuma es una película del director venezolano Román Chalbaud estrenada en 1977. La película se considera la más representativa de Chalbaud y el cine venezolano producido en los años 1970, periodo comúnmente descrito como su Edad de Oro. Con esta producción, Chalbaud definió un estilo y una estética en las películas venezolanas.
La película fue votada como la mejor película venezolana de todos los tiempos con 22 votos en una encuesta de 1987 a 29 expertos organizada por la revista 'Imagen'. También fue votada como la mejor película venezolana de todos los tiempos con 33 votos en una encuesta de 2016 de 41 expertos organizada por la Cinemateca Nacional. Forma parte de una de las 15 películas consideradas patrimonio cinematográfico de Venezuela por la UNESCO, e incluida en el Programa Memoria del Mundo.

## Sinopsis
El Pez que Fuma es un bar-prostíbulo en Venezuela regentado por La Garza (Hilda Vera). La Garza hace mucho dinero con su negocio y le confía a su amante Dimas (Miguel Ángel Landa) la tarea de depositarlo en un banco. Dimas se gasta el dinero en mujeres y apuestas, y además, le chocan el carro hombres actuando en nombre de Tobías (Ignacio Navarro), presidiario y amante de La Garza hasta que apareció Dimas.
Para contentar a La Garza, Dimas decide vengarse de Tobías, pero antes de poder hacer nada llega Jairo (Orlando Urdaneta) al bar. Jairo ha sido enviado por Tobías para que La Garza le dé trabajo, pero Dimas desconfía de él. Finalmente Jairo es contratado como cuidador de baños y se entera de que también es un garito y un expendio de drogas.
Poco a poco Jairo se gana la confianza de Dimas, pero eventualmente lo sustituye en la administración de El pez que fuma y en la cama de La Garza. En venganza, Dimas intenta dispararle pero mata a La Garza por error. Por este crimen, Dimas va preso y se encuentra con Tobías, mientras que Jairo se queda con el prostíbulo.

## Reparto
- Hilda Vera como La Garza
- Miguel Ángel Landa como Dimas
- Orlando Urdaneta como Jairo Javier Quintero Garcia
- Haydée Balza como Selva María
- Rafael Briceño como El Bagre
- Nelly Meruane como La Argentina
- Arturo Calderón como Don Ganzúa
- Herminia Valdez como La Cubana
- Eduardo Cortina como El Gordo Sosa
- Cristóbal Medina como Negro Rivera
- Carlos Flores como El Gallero
- José Salas como Jacinto
- Oscar Araujo como El Mono
- Gustavo González como El Comisario
- Nacki Guttman como La Machorra
- Mimí Lazo como Zobeida
- Karla Luzbel como La Satanica
- Victor Febles como Ramirez
- Ana Zavala como Eurubi
- Ignacio Navarro: El Loco Tobias
- Tony Padrón como Montilla
- Luis Pardi como Izaguirre
- Blanca Pereira como La Violetera
- Pilar Romero como Deborah "La Cucuteña"
- Irma Guzmán como Una Vecina
- Oscar Berrizbeitia como El Ganadero
- Luis Muñoz Lecaros como El Profesor
- Jeff Levis como El Americano
- Virginia Vera como Doris Josefina
- Albertina Álvarez como Nieves La Bruja
- Claudio Brook
- Virgilio Galindo

## Producción
La película fue rodada en el prostíbulo La Pedrera, ubicado en el barrio homónimo, en La Guaira. El burdel era regentado por Petra Montoya, quien hizo de extra en la película, y aparece en la escena del funeral de La Garza. Varias de las protitutas
La película fue producida por Gente de Cine C.A., con Mauricio Walerstein como productor y César Bolívar en la dirección de fotografía. El guion fue coescrito por Román Chalbaud y José Ignacio Cabrujas, basado la obra de teatro homónima de Chalbaud. La música estuvo a cargo de Miguel Ángel Fúster Coll.

## Recepción y reconocimientos
El pez que fuma ha sido reconocida como una de las películas más importantes del cine venezolano. En una encuesta realizada en 1987 por la revista 'Imagen' a 29 expertos, fue votada como la mejor película venezolana de todos los tiempos. En 2016, una encuesta de la Cinemateca Nacional a 41 expertos reiteró este reconocimiento. Además, la película forma parte de las 15 consideradas patrimonio cinematográfico de Venezuela por la UNESCO, incluida en el Programa Memoria del Mundo.
La película aborda temas como el poder, la corrupción, la lucha por el control y la supervivencia en un ambiente marginal. Estas temáticas, junto con su representación cruda y realista de la sociedad venezolana de la época, han contribuido a que El pez que fuma sea considerada una obra fundamental en la cinematografía del país, y una pieza central del Nuevo Cine Venezolano. 
Su impacto cultural es tal que en 2021 se estrenó el documental Un país llamado El pez que fuma dirigido por Alejandro Picó G., que explora el mundo detrás de esta icónica película.
El 2025 comenzó el rodaje de una nueva versión de El pez que fuma, dirigida por Luis Fernández, protagonizada por Mimí Lazo como La Garza, Jorge Reyes como Dimas, y Fran Berenguer como Jairo. 